# Ecnomus kunenensis
Ecnomus kunenensis är en nattsländeart som beskrevs av Barnard 1934. Ecnomus kunenensis ingår i släktet Ecnomus och familjen trattnattsländor. Inga underarter finns listade i Catalogue of Life.